# Turcoaia
Turcoaia est une commune roumaine située dans le județ de Tulcea.